# Lorenzo Cain
Lorenzo Lamar Cain (Valdosta, 13 aprile 1986) è un giocatore di baseball statunitense, esterno centro per i Milwaukee Brewers della Major League Baseball.

## Carriera

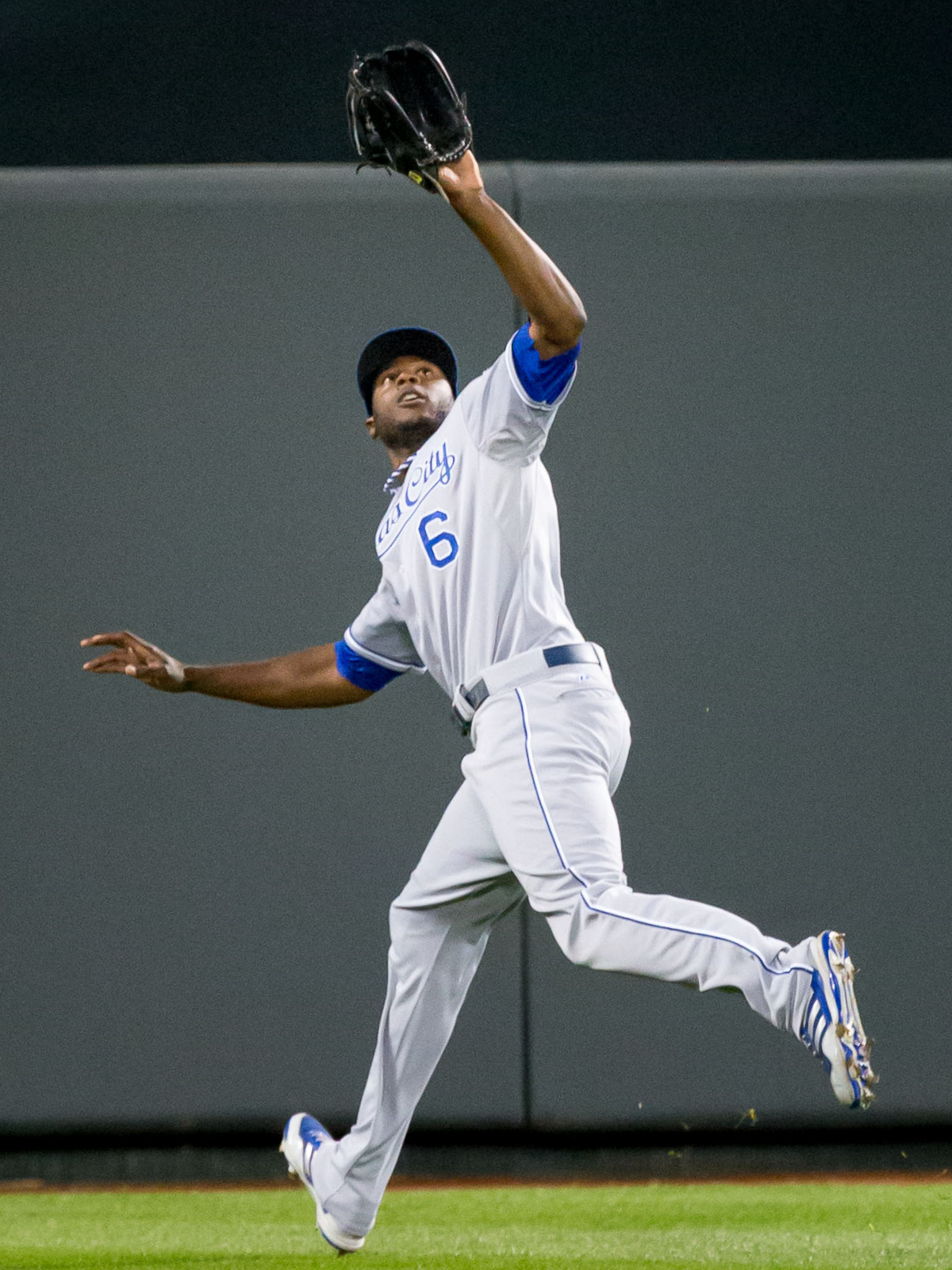
Cain con i Royals nel 2013

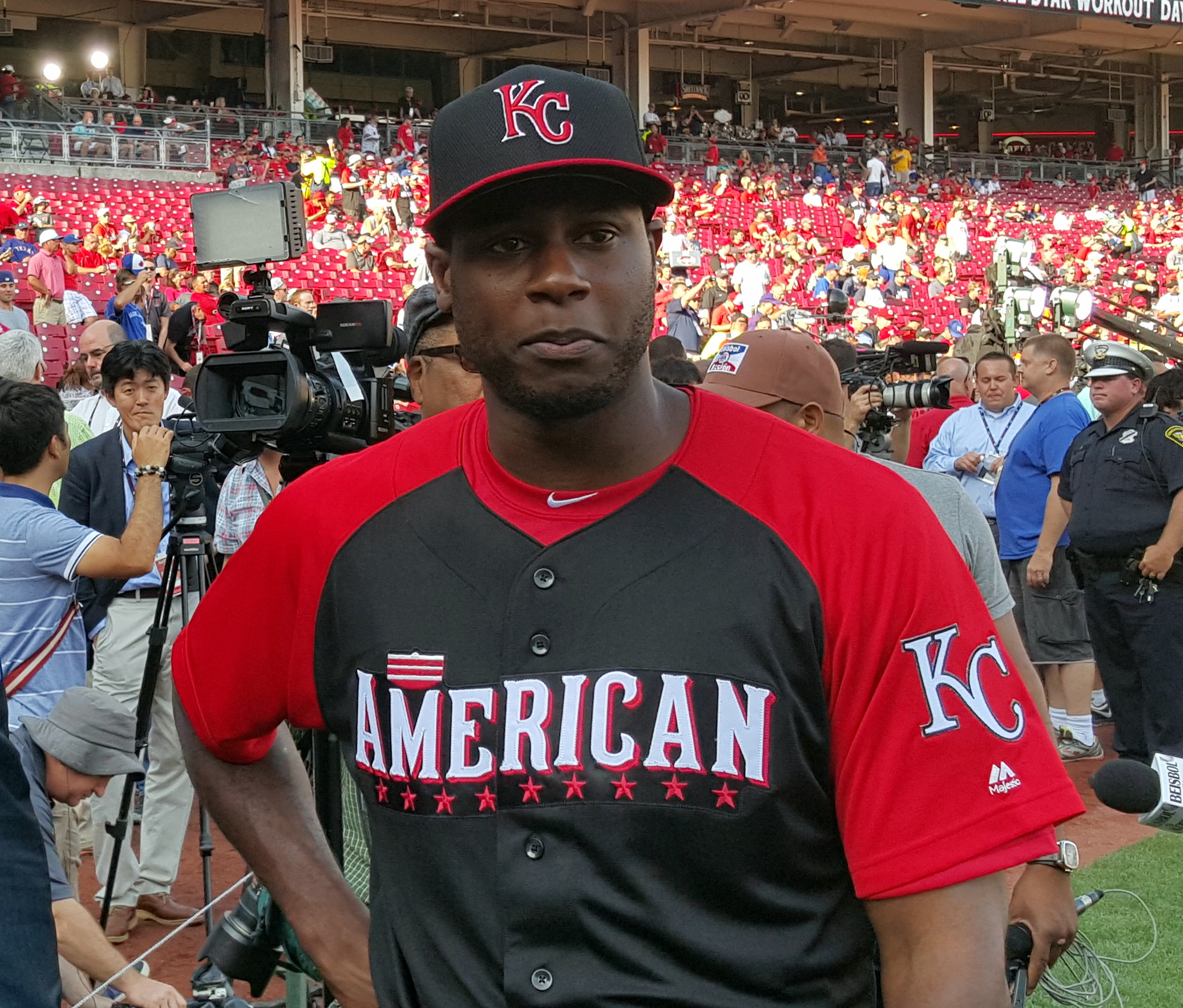
Cain durante l'All-Star Game 2015

### Milwaukee Brewers
Cain fu selezionato nel diciassettesimo giro del draft 2004 dai Milwaukee Brewers. Debuttò nella MLB il 16 luglio 2010, al Turner Field di Atlanta contro gli Atlanta Braves, battendo due valide su due turni in battuta, con due singoli. Il 18 dicembre 2010 Cain fu scambiato, assieme a Alcides Escobar, Jeremy Jeffress e Jake Odorizzi, coi Kansas City Royals per Zack Greinke e Yuniesky Betancourt.

### Kansas City Royals
Dopo avere iniziato la stagione 2011 nelle minor league e avere firmato un rinnovo contrattuale di un anno nel 2012, nel 2013 Cain divenne l'esterno centro titolare dei Royals.
Nella stagione 2014, Cain batté con .301 (ottavo nella American League) con 5 fuoricampo in 133 gare e Kansas City tornò ai playoff per la prima volta dal 1985. Nelle American League Division Series, le giocate difensive di Cain contribuirono a battere i favoriti Los Angeles Angels of Anaheim. In gara 2 delle American League Championship Series (ALCS) contro i Baltimore Orioles, Cain batté quattro valide su cinque tentativi, pareggiando il record di franchigia di George Brett per il maggior numero di battute in una gara di playoff. Cain per le sue prestazioni contro gli Orioles fu premiato come MVP della serie, con Kansas City che si qualificò per le World Series, dove perse in sette gare contro i San Francisco Giants.
Nel 2015, Cain fu convocato per il suo primo All-Star Game, concludendo con un nuovo primato personale di 16 home run. I Royals vinsero la propria division e nei playoff batterono gli Houston Astros e i Toronto Blue Jays, qualificandosi per le World Series 2015, vinte in cinque partite contro i New York Mets.

### Ritorno ai Brewers
Divenuto free agent il 2 novembre 2017, Cain firmò il 26 gennaio 2018 un contratto di 5 anni del valore di 80 milioni con i Milwaukee Brewers.
Dopo aver disputato cinque partite della stagione 2020, il 1º agosto 2020, Cain annunciò la decisione di non partecipare al resto della stagione 2020, a causa dei rischi derivati dalla pandemia di COVID-19.

## Palmarès

### Club
- World Series: 1

Kansas City Royals: 2015

### Individuale
- MVP dell'American League Championship Series: 1

2014
- All-Star: 2

2015, 2018
- Guanto d'oro: 1

2019